# Jason F. Wright

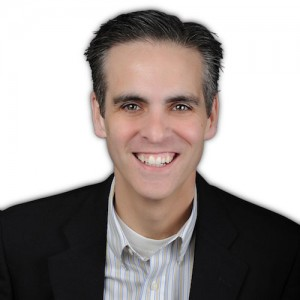
Jason F. Wright (2014)

Jason Fletcher Wright (* 1. Februar 1971 in St. Louis, Missouri) ist ein US-amerikanischer Autor und Journalist.

## Leben
Wright ist der Sohn von Willard Samuel Wright und Sandra Fletcher Wright. Bis 1975 lebte und reiste er mit seiner Familie durch Europa (unter anderen Deutschland) und Brasilien, lebte danach in Chicago und wuchs letztendlich in Charlottesville auf. In den 1990er Jahren wirkte er als Schauspieler in zwei Filmen mit: 1990 in Troll 2, 1994 in Fields of Gold. Er studierte an der Brigham Young University in Utah und arbeitet als freier Journalist, Autor, Redner und politischer Berater.
Wrights Kolumnen und Artikel wurden auf den Fernsehsendern CNN und Fox News sowie in über 100 Zeitungen, Magazinen und Websites in den USA veröffentlicht, darunter The Washington Times, Chicago Tribune und Forbes.
Seit 2004 veröffentlicht Wright Romane. Der Roman The Wednesday Letters schaffte es auf Platz sechs der Bestseller der New York Times. Auch bei Wall Street Journal und USA Today tauchte er in den Bestsellern auf.
Er ist seit 1993 verheiratet und Vater von zwei Töchtern und zwei Söhnen. Die Familie lebt im Bundesstaat Virginia.

## Werke
- The James Miracle. Shadow Mountain, Salt Lake City 2004
- Christmas Jars. Shadow Mountain, Salt Lake City 2005, ISBN 978-1590384817
- The Wednesday Letters. Shadow Mountain, Salt Lake City 2007, ISBN 978-1590388129
- Recovering Charles. Shadow Mountain, Salt Lake City 2008, ISBN 978-1590389645
- The Christmas Sweater. Threshold Editions, New York City 2008, ISBN 978-1416594857
- Penny's Christmas Jar Miracle. Shadow Mountain, Salt Lake City 2009, ISBN 978-1606411674
- Christmas Jars Reunion. Shadow Mountain, Salt Lake City 2009, ISBN 978-1606411650
- The Cross Gardener. Berkley Books, New York City 2010, ISBN 978-0425233283
- The Seventeen Second Miracle. Penguin Group, London 2010, ISBN 978-1616649241
- The Wedding Letters. Shadow Mountain, Salt Lake City 2011, ISBN 978-1609080570
- The 13th Day of Christmas. Shadow Mountain, Salt Lake City 2012, ISBN 978-1609071776
- The James Miracle: 10th Anniversary Edition. Shadow Mountain, Salt Lake City 2014, ISBN 978-1609079314
- Christmas Jars Journey. Shadow Mountain, Salt Lake City 2015, ISBN 978-1629734279
- A Letter to Mary: The Savior's Loving Letter to His Mother. Cedar Fort, Inc., Springville 2016, ISBN 978-1462119431
- Picturing Christmas. Sweetwater Books, Springville 2017, ISBN 978-1462128617
- Christmas Jars Collector's Edition. Sweetwater Books, Springville 2017, ISBN 978-1462128617
- Courage to Be You: Inspiring Lessons from An Unexpected Journey. Deseret Book Company, Salt Lake City 2018, ISBN 978-1629724270
- The Christmas Doll. Shadow Mountain, Salt Lake City 2019, ISBN 978-1629726113

## Filmografie
- 1990: Troll 2
- 1994: Fields of Gold